# Urga - kærlighedens tegn
Urga - kærlighedens tegn (russisk: У́рга — территория любви) er en sovjetisk spillefilm fra 1991 af Nikita Mikhalkov.

## Medvirkende
- Badema som Pagma
- Bayaertu som Gombo
- Vladimir Gostjukhin som Sergej
- Baoyinhexige som Bajartou
- Bao Yongyan som Bourma